# George Abela
George Abela (ur. 22 kwietnia 1948 w Qormi) – maltański prawnik i polityk, działacz Partii Pracy, prezydent Malty od 4 kwietnia 2009 do 4 kwietnia 2014.

## Życiorys
George Abela urodził się w 1948 jako syn pracownika portowego. Uczęszczał do szkoły podstawowej w Qormi, a następnie do szkoły średniej w Ħamrun. W 1965 rozpoczął studia prawnicze na Uniwersytecie Maltańskim, które ukończył w 1975. W 1995 uzyskał magisterium z zakresu prawa europejskiego.
W 1975 rozpoczął pracę jako doradca prawny w General Workers' Union, maltańskim związku zawodowym. Był z nim związany przez 25 lat do 2000, kiedy to odszedł z tej organizacji. Od 1976 do 1982 pełnił funkcję prezesa klubu piłkarskiego Qormi FC. Następnie w latach 1982–1992 stał na czele Malta Football Association. Przewodząc maltańskiej federacji piłkarskiej, wprowadził w niej szereg zmian, inicjował poprawę infrastruktury sportowej, budowę boisk treningowych i sal gimnastycznych, montaż na obiektach sztucznego oświetlenia. Zawodnicy reprezentacji Malty w piłce nożnej uzyskali wówczas możliwość uczestniczenia w profesjonalnych szkoleniach.
W 1992 George Abela objął stanowisko wiceprzewodniczącego Partii Pracy, odpowiedzialnego za sprawy partyjne. W 1996, po dojściu laburzystów do władzy, został mianowany doradcą prawnym premiera Alfreda Santa i uczestniczył w posiedzeniach gabinetu. W 1998 zrezygnował z członkostwa w Partii Pracy, gdy sprzeciwił się decyzji premiera o rozpisaniu przedterminowych wyborów parlamentarnych, które Partia Pracy zresztą przegrała. Po 2000 George Abela skupił się na prowadzeniu własnej praktyki prawniczej. Był konsultantem i doradcą w kilku agencjach rządowych w tym MEPA (zajmującej się ochroną środowiska) oraz MEUSAC (zajmującej się współpracą z Unią Europejską). W czerwcu 2008 wziął udział w wyborach nowego przewodniczącego Partii Pracy po tym, jak po przegranej w kolejnych wyborach z funkcji tej zrezygnował Alfred Sant. W drugiej rundzie głosowania zdobył 291 głosów poparcia, przegrywając z Josephem Muscatem (574 głosy). Nowy przewodniczący zaprosił go do aktywnego udziału w polityce i mianował przedstawicielem Partii Pracy w MEUSAC.
W 2009 George Abela został wybrany na urząd prezydenta jako następca Edwarda Fenecha Adamiego. Jego kandydaturę uzgodnili między sobą lider Partii Narodowej i urzędujący premier Lawrence Gonzi oraz lider Partii Pracy Joseph Muscat. 1 kwietnia 2009 Izba Reprezentantów jednogłośnie zatwierdziła George'a Abelę jako ósmego prezydenta Malty. 4 kwietnia 2009 oficjalnie objął to stanowisko. Był to pierwszy przypadek, kiedy prezydentem kraju został polityk należący do partii opozycyjnej. George Abela zrezygnował jednak z członkostwa w Partii Pracy tuż po nominacji na urząd prezydenta. Pięcioletnią kadencję zakończył 4 kwietnia 2014, zastąpiła go na tym urzędzie Marie-Louise Coleiro Preca.
Żonaty z Margaret, ma córkę Marię i syna Roberta.